# Firaxis Games
Firaxis Games – producent gier komputerowych z siedzibą w Hunt Valley, w stanie Maryland w Stanach Zjednoczonych. Firma została założona w 1996 roku przez odchodzących z MicroProse twórców gier: Sida Meiera, Jeffa Briggsa oraz Briana Reynoldsa. Pierwszą grą wyprodukowaną przez Firaxis Games była gra strategiczna Sid Meier’s Gettysburg!, wydana w 1997 roku przez Electronic Arts.

## Gry stworzone przez Firaxis Games
- Sid Meier’s Gettysburg! (1997) 
  - dodatek Antietam! (1998)
- Alpha Centauri (1999)
  - dodatek Alien Crossfire (1999)
- Civilization III (2001)
  - dodatek Civilization III: Play the World (2002)
  - dodatek Civilization III: Conquests (2003)
- Sid Meier’s SimGolf (2002)[1]
- Sid Meier’s Pirates! (2004)
- Civilization IV (2005)
  - dodatek Civilization IV: Warlords (2006)
  - dodatek Civilization IV: Beyond the Sword (2007)
- Sid Meier’s Railroads! (2006)
- Civilization V (2010)
  - dodatek Civilization V: Bogowie i królowie (2012)
  - dodatek Civilization V: Nowy wspaniały świat (2013)
- XCOM: Enemy Unknown (2012)
  - dodatek XCOM: Enemy Within (2013)
- Sid Meier’s Ace Patrol (2013)
- Sid Meier’s Ace Patrol: Pacific Skies (2013)
- Civilization: Beyond Earth (2014)
  - dodatek Civilization: Beyond Earth – Rising Tide (2015)
- Sid Meier’s Starships (2015)
- XCOM 2 (2016)
  - dodatek XCOM 2: War of the Chosen (2017)
- Civilization VI (2016)
  - dodatek Civilization VI: Rise and Fall (2018)
  - dodatek Civilization VI: Gathering Storm (2019)
- XCOM: Chimera Squad (2020)
- Civilization VII (2025)